# Paolo Geymonat
Paolo Geymonat (Villar Pellice, 25 dicembre 1827 – Firenze, 9 febbraio 1907) è stato un pastore protestante italiano.

## Biografia
È una delle principali figure del protestantesimo italiano.
Nacque nelle Valli Valdesi, a Ciarmis, nel comune di Villar Pellice, figlio di un veterano dell'esercito napoleonico. Svolse i suoi studi nel Collegio Valdese, terminato il quale decise di studiare teologia. Svolse gli studi teologici a Ginevra, a l'École de l'Oratoire. Venne consacrato pastore il 19 dicembre 1850, all'età di 23 anni. Nel 1848 il Sinodo della Chiesa Valdese (all'epoca francofona), dopo che nel Regno di Sardegna era stato emanato il 17 febbraio 1848 l'Editto di Emancipazione, che accordava ai valdesi tutti i diritti civili, e dopo la cacciata del Granduca dalla Toscana e la fuga del Papa a Gaeta, decise di iniziare l'evangelizzazione in Italia. Per questo mandò 4 pastori a Firenze per imparare l'italiano: Bartolomeo Malan, Bartolomeo Tron, Francesco Gay e Jean Pierre Meille. Dopo il rientro alle Valli Valdesi questi pastori avrebbero insegnato l'italiano e tenuto culti in lingua italiana per orientare la Chiesa Valdese verso l'Italia. A Geymonat - non ancora pastore – venne invece richiesto di recarsi a Roma per iniziare l'evangelizzazione. Non riuscendo a raggiungere Roma per l'assedio francese si recò a Firenze e raggiunse i 4 pastori. A Firenze partecipò così all'evangelizzazione, anche lavorando col conte Guicciardini. Dopo la caduta della Repubblica Toscana nel 1849 e il ritorno del Granduca Leopoldo venne incarcerato (1851) ed espulso insieme al pastore Bartolomeo Malan.

Fu pastore a Torino (1851-1852) e a Genova (1851-1855). Dal 1855 al 1902 fu professore alla Scuola teologica valdese, prima a Torre Pellice, poi dal 1861 a Firenze, dove la Scuola venne trasferita dopo l'unità di Italia.

A Firenze svolse anche una profonda attività di evangelista, anche in conflitto col Comitato di Evangelizzazione della Chiesa Valdese. La polemica provocò anche la costituzione a Firenze di una seconda Chiesa Valdese, denominata Chiesa Valdese dell'Oratorio, che, seppure dall'interno, aveva una notevole autonomia.
Nel corso della sua vita Paolo Geymonat fu anche per 16 volte presidente del sinodo valdese.

## Il ruolo nel movimento evangelico
Nell'Italia post Riforma, la presenza protestante si era ridotta solo ai Valdesi, nelle valli del Piemonte. La loro presenza costituisce in ponte con la seconda diffusione del protestantesimo, che si ha nell'800. Questa seconda diffusione non parte però dai valdesi, ma essenzialmente da gruppi di toscani, convertiti a Firenze anche a seguito della influenza della cultura svizzero-protestante in quella città.

La diffusione delle Chiese protestanti avvenne così in un clima di scissioni e divisioni, all'interno del quale si possono individuare sostanzialmente 3 componenti:
1. i Valdesi, con struttura presbiteriana e di dottrina riformata
2. i Fratelli, componente di “risvegliati” ancorati ad un biblicismo “plymouthista”
3. i Liberi, componente nazional-biblicista, fortemente anticlericali e con incerta base dottrinale.

In questo ambito la figura di Paolo Geymonat si inquadra come paladino di un forte tentativo di unione, che lo porta nel corso del suo ministero di pastore valdese anche a posizioni di contrasto con il Comitato di Evangelizzazione della Chiesa Valdese, che propugnava una prassi centralizzante definita da alcuni storici come “valdesizzazione” delle chiese sorte in Italia.
Il Geymonat, svolgendo una sostanziale funzione di ponte fra le varie componenti, propugnò l'unione delle varie chiese, soprattutto dei valdesi e dei fratelli. Ma il tentativo di unione fallì nel 1887 sul tema del nome da dare alla nuova chiesa: da una parte nel Sinodo Valdese prevalevano le componenti delle valli, molto attaccate alla tradizione “valdese” ancorata alla Riforma alla quale si contrapponeva una componente che si richiamava alla necessità di tornare verso una chiesa primitiva evangelica, che non assumesse il nome e le forme di protestantesimo.

Il Geymonat continuò a svolgere il suo ministero di pastore a Firenze, di professore alla Scuola di Teologia nonché di promotore della unione fra gli evangelici italiani.

## Opere
- La scienza della religione o dommatica cristiana, vol. 1: La scienza di Dio in sé ed in relazione coll'esistenza del mondo o parte ontologica, Firenze, Claudiana, 1879.
- La scienza della religione o dommatica cristiana: vol. 2: Dio in Cristo per la salvazione del mondo ossia parte logica, Firenze, Claudiana, 1880.
- La scienza della religione o dommatica cristiana: vol 3: Dio negli uomini o l'azione dello Spirito Santo nella salvazione: parte teologica, Firenze, Claudiana, 1883.
- La scienza del bene, ossia morale cristiana, Firenze, Claudiana, 1893.
- La teologia del Vangelo, ossia Teologia biblica del Nuovo Testamento, Firenze, Claudiana, 1899.